# Dolany (okres Náchod)
Obec Dolany (německy Dolan) se nachází v okrese Náchod, kraj Královéhradecký. Žije zde 714 obyvatel.

## Části obce
- Dolany
- Čáslavky
- Krabčice
- Sebuč
- Svinišťany

## Historie
První písemná zmínka o obci pochází z roku 1654.

## Pamětihodnosti
- Kostel Navštívení Panny Marie